# Мортин, Фёдор Константинович
Фёдор Константи́нович Мо́ртин (2 мая 1918, с. Красная Поляна, Лукояновский уезд, Нижегородская губерния — 31 декабря 1990, Москва) — советский разведчик. Начальник Первого главного управления КГБ СССР (1971—1974), генерал-лейтенант.

## Биография
Родился в семье крестьянина. В 1933 году вступил в комсомол. В 1935 году окончил 10 классов средней школы и поступил на физико-математическое отделение Арзамасского государственного учительского института. По его окончании (1937) работал учителем физики и математики в Елфимовской неполной средней школе Больше-Маресьевского района. В 1939—1940 годах — секретарь райкома комсомола, в 1940—1941 годах — директор средней школы, в 1941—1942 годах — заведующий орготделом райкома ВКП(б).

### В Вооружённых силах СССР
С июля 1942 года — политработник в действующей армии, в 1943 году — начальник политотдела 102-й морской стрелковой бригады.
С августа 1945 по 1947 год обучался в Военно-дипломатической академии Советской Армии.

### В спецслужбах СССР
В органах госбезопасности с 1947 года. В 1947—1950 годах находился в долгосрочной загранкомандировке.
В 1950—1954 годах работал в аппарате ЦК КПСС.
В октябре 1954 года был снова направлен на службу в КГБ, на должность заместителя начальника Первого главного управления КГБ.
В 1958—1971 годах — первый заместитель начальника ПГУ КГБ.
В 1966—1967 годах возглавлял школу № 101 КГБ.
В 1971—1974 годах — начальник ПГУ КГБ.
В 1975—1982 годах — старший консультант Группы консультантов при председателе КГБ.
В 1982 году вышел в отставку.

## Награды
Награждён двумя орденами Ленина (1945, 1973), двумя орденами Красной звезды, орденами Красного Знамени (1944), Трудового Красного Знамени, Отечественной войны I и II степени, медалями.